# Герб Старомлинівки
Герб Старомлинівки — символ села Старомлинівка Волноваського району Донецької області України. Автор — Едуард Савченко. Є осучасненою версією герба 1996 року виконаного Олегом Киричком. 
У герб внесені наступні зміни: Брама на зображені символізує фортецю і змальовує типові брами у селі. Орач із золотим плугом символізує сільське господарство (в гербі Киричка зображено плуг а в описі написано борона). Свого часу у селі була кузня, були й коні про що свідчить підкова. 

## Історія
Попередній герб села Старомлинівка затверджено 23 грудня 1996 року 12 сесією Старомлинівської сільської ради. Є срібно-зеленим щитом, перев'язаним вузьким теракотовим поясом з грецьким орнаментом золотого кольору — меандром. У верхній частині, в срібному полі зображена кам'яна фортеця натурального кольору, що стоїть на зеленому пагорбі, з чорною брамою і зубчастою стіною, в нижній — золотий колос, поставлений вертикально, і золота борона. Автор герба заслужений член Всеросійського геральдичного товариства Олег Киричок.
Фортеця на гербі символізує колишню назву села «Старий Керменчик», де «керменчик» у перекладі означає «маленька фортеця». Нова назва села «Старомлинівка» вийшла через помилковий переклад колишньої назви українською мовою, де «керменчик» було перекладено як «млин». У зв'язку з цим Олег Киричок спочатку планував у верхньому полі герба зобразити млин, але в останній момент дізнався правильний переклад і замінив млин на мури. Також фортеця на гербі символізує міць, надійність та стійкість.
Меандр у перев'язі символізує, що село було засноване грецькими поселенцями (переселенці із Криму).
Зелений колір нижньої частини герба, а також золота борона та колос на ньому символізують, що основне заняття мешканців села — виробництво пшениці. Золотий та срібний кольори герба символізують духовне багатство та привітність.